# ポンコツクエスト〜魔王と派遣の魔物たち〜
『ポンコツクエスト〜魔王と派遣の魔物たち〜』は、2013年よりYouTubeにて毎月配信されている日本の短編Webアニメ作品。1話あたり約4分。第3シリーズ以降はBS11、第8シリーズ以降はBS日テレでもレギュラー放送されている。通称「ポンクエ」。
BS11では第2シリーズまでは期首改編時の穴埋めとして『ANIME+』枠にて放送されていた。第3シリーズは2016年1月25日から12月26日にかけて毎月最終月曜日23:54 - 24:00枠、第4シリーズは2017年4月19日から2018年3月21日にかけて毎月第3水曜日23:54 - 24:00枠、第5シリーズは2018年4月11日から2019年3月13日にかけて、第6シリーズは2019年10月9日から2020年3月11日にかけて毎月第2水曜日23:54 - 24:00枠、第7シリーズは2021年10月13日より毎月第2水曜日23:54 - 24:00枠にて放送。第8シリーズは2024年4月25日より毎月第4木曜日23:25 - 23:30枠にて放送。またインターネットテレビ局のAbemaTVでもAbemaアニメチャンネルにて配信されている。
漫画家の幸村誠が本作のファンであり、現在連載中の作品『ヴィンランド・サガ』とのコラボ動画「PONKOTSULAND SAGA －ポンコツランド・サガ－」も作られている（この他にも数作品とのコラボあり）。

## ストーリー
魔王に仕えるポンコツな魔物「カク」と「イムラ」は、魔王に言われるがまま、様々な場所に派遣社員のように飛ばされる。その度に文句を言ったり、ケンカをしたり…。RPGのようなファンタジーの世界で、現代人のようなグチをこぼす彼らのグダグダな日常を描いたコメディアニメ。

## キャラクター
声優は特記なき場合は松本慶祐。ボイスチェンジャーを使用することにより、個々のキャラクターの声の印象は異なっている。
名前は該当する魔物の名前をもじった日本人の苗字になっている。
カク
角の生えた魔物。やる気が無く、いつもイムラ相手に愚痴ってはツッコまれている。基本的にボケ役が多いが、ツッコミ役に回ることも多い。装備可能な武器はスポーツチャンバラの軟らかい剣のみ。パーティグッズの様な戦闘時に役に立たない物なら装備できる。最大の武器は頭のツノだが、とても脆くすぐに折れるため戦闘力は皆無に等しい。金にだらしなく素行も悪いため、イムラやクロヌマに借金をしたり、宝物庫にある宝箱のお金に手を出したり、仕事をサボったりして魔王様に呼び出しを食らっては罰を与えられている。プライベートでも運が悪く、悪徳商法には引っかかり、スロットやゲームなどの勝負事ではボロ負けしてばかりである。妹のスミと居酒屋で再会した際は、社会人になっても親から仕送りを貰っていることをバラされてしまい、そのことで激しく口喧嘩する。一方、スミが居酒屋でダンダとダンダダに絡まれそうになった時は、相手が強かろうが関係なく立ち向かう勇敢さは持っているが、結局返り討ちに遭い、逆にスミによって救われ、心配されるなど兄妹の関係は決して悪くはない。
イムラ
スライム。基本ツッコミ役で常識人。カクと仲が良く、全章通して行動を共にしている。特技は自爆。通常時は緑色の身体だが、アイテムにより自身の体の色の変化に伴って属性を変えることができる（吐くと元に戻る）。ゾンビ状態になると赤になる。じめじめした場所にいると湿気で体が大きくなり、逆に砂漠などの乾燥地帯では体が極端にしぼんでしまい、命の危機にさらされる。手がないため行動に制約が多いが、携帯電話を操ったり頭上に物を乗せて運んだりはできる。戦闘時は体当たり攻撃をするが、カクと同様に攻撃力はとても弱い。また、人間の言葉が分からぬ故に、勇者一行の仲間にされた挙句にスラえもんと名付けられ、魔王の怒りを買ったこともある。
ミツイ
三つ目で翼の生えた魔物。カクとイムラをズッコケコンビと馬鹿にする。鬱陶しい性格で、カクやイムラには「クソメガネ」と呼ばれるが、メガネはかけていない。よく味方を裏切ってはしっぺ返しを食らい、悪徳商法にも引っかかる。だが、仲間に怒られた時や注意された時はすぐに謝るなどの比較的素直な面がある。目を光らせる（白光に加え、赤光や点滅も可能）ことができ、遠赤外線を出すことも可能で、当てた相手の血行を良くしてHPの回復ができる。
クロヌマ
紫色のローブをまとった魔法使いの魔物。心優しく比較的常識人。周囲からの押しには弱い。男の子だが声が高く、できるだけ声を低くしても全然高い。現時点では氷系の魔法「ヒョード」と睡眠系の魔法「ラリーホーリーラ」、ニシノから習得した「マジカンタ」（相手の魔法をはね返す魔法）と「アマラガルグフォイキンドレイス」（ちょっと鼻血を出させる魔法）を唱えられる。
ツチダ
一本角の獣の魔物。大きなハンマーを持っている。知能は低めで、基本的に「ハンマー」「ウマい」としか喋らないが、「スプーン」「ブーメラン」、更には「vap」など結構良い発音で言う。たまに、ハンマーでカクやイムラを潰してしまうことがある。攻撃力は高いが命中率は低い（味方に対しては100%命中する）。ツチダ自身が食べる場合のみ、食べられる植物とそうでない植物を見分けられる能力を持つ。
ヤブキ
4本腕の骨の魔物。武器屋の主人。老人で、「おじいさんだから」という理由で何かと自分を甘やかす。店に客が来ても、のんびりレジで食事を取るなどマイペース。客の装備可能な武器を見抜けると主張するが、よく間違える。「コロ」という骨だけの犬を飼っており、名前の由来は「敵はなるべく殺せ」。心臓の不調で病院に通っているうえ、ムライさんのところの漢方も飲んでいる。また健康診断に発泡酒やテキーラを持ち込むほどの酒豪でもある。「心臓が弱点で停止したら爆発する」と豪語しており、体温計が心臓に刺さって体ごと爆発してバラバラになったが、一応不死身である。
タツカワ
ダンジョンの奥に住む巨大なドラゴン。BOSS（ビーオーエスエス）で、一度だけ勇者に勝ったことがある。口から火を吐くが制御が難しいようで、頻繁におね火やおもら火してしまうことに恥じらいを感じているが、青い炎はむしろ出したほうがお洒落らしい。黒い飲み薬を飲むと、「ヘルフレイムアークシャドウドラゴン（邪炎王黒龍）」へ数日間パワーアップする。また、風邪を引くと寒気が凄すぎて「コールドドラゴン」になり、意図せずしてくしゃ火という冷気を孕んだ炎を吐いてしまう。その驚異は、くしゃみでカクを寒がらせ、イムラを瞬く間に凍らせた。
ニシノ
老人で、三角帽や杖などレトロな魔法使い系の魔物。本名はニシノマコ。カクとイムラからは「西の魔女さん」と呼ばれている。毒作りにハマっており、事あるごと誰かに試そうとする。ヤブキとは知り合いである。「バイブス」「きびぃ」「じわる」などのギャル語をよく使う。
ニシキノ
アラサー（レベル33）のゴーゴン。絡み酒。誘惑と石化の特技を持つが、最近は誘惑が不調らしい。下ネタを会話にちょくちょく挟む。おばさん扱いされると激怒するが、「かわいい」などと言われると顔が赤くなりテンションが上がる。カジノや喫煙所にいたりする。
ツルマキ
ニシキノの友達で、トゲの生えたツルを持つ植物モンスター。ニシキノからは「マキちゃん」と呼ばれている。恋バナやスウィーツが好きな女子で、恋人募集中だが理想が高い。興奮すると状態異常系のブレスを吐く。
クサダ
洞窟に住むゾンビ。方言訛りが強く、ネガティブですぐに落ち込むが、立ち直りも早い。相手をゾンビにする効果を持った息を吐く「ゾンビブレス」という技が使える（聖水を飲むと元に戻る）。また、ビビりすぎると手足がもげるが、工作用の糊で手当てできる。好物は人間の肉ではなく、スーパーで買った牛肉。
ウオタニ
釣具屋の主人。大きなモリを持っており、魚から手足が生えたような姿をしている。語尾は「ギョギョギョ～」。基本無料の釣り具と課金式のエサを扱っている。悪徳商法の勧誘もしている。
オバタ
廃船に住む、カウボーイハットを被った幽霊。洋画の吹き替えのような話し方をする。人を怖がらせたいらしいが、性格が明るすぎて全く怖くない。
カツラギ
声 - 小野賢章
魔王直属の部下「四天王」の一員で、角の生えた人型の魔物。四天王の中では最古参メンバーで、四天王のリーダーのような役割も担っている。自称「四天王のキザ担当」で、キャッチコピーは「獄炎の魔剣士」。決めポーズや決めゼリフを好むナルシストで、カクやイムラに大して強気な態度をとるが、自分より年上の人や目上の人は苦手らしく改まった態度をとる。炎をアレした剣による必殺技が得意。しかし、いい加減な必殺技名を言うなど、どこか適当な所がある。必殺技には「紅蓮明王斬り」「灼熱灼熱斬」「獄炎雷神突き」などがあり、「煉獄不死鳥殺」で蘇生も可能。
カザミ
声 - 悠木碧
魔王直属の部下「四天王」の一員で紅一点。鳥の翼を背中に持つ人型の魔物。四天王の2人目で、キャッチコピーは「疾風の女王」。自称「四天王のお色気担当」だが、恥ずかしいとの理由で露出度は低く、唯一露出している自慢の生足を鳥足といじられると吐きそうになる。会話の語尾は「～ですわ」。必殺技は「トルナード・テリーブル（恐ろしい竜巻）」「フランボワーズ・ドゥ・エスポワール（希望の木いちご）」「イル・オフェ・サ・コンフィアンス・エ・ソン・アムール（信頼と愛情をお届けします）」など。技名はフランス語だが、ネットの翻訳サイトで調べているため意味は適当。
カイドウ
声 - 内田真礼
魔王直属の部下「四天王」の一員。蛸の様な足とトライデントを持つ半魚人型の魔物。四天王の3人目で、キャッチコピーは「激流の悪童」。自分では「ガキじゃない」と否定するが、罠を仕掛けて喜んだり、小学生レベルのギャグで大笑いしたりと精神年齢が幼い。魔王に都合の悪い事を告げ口されるのを極度に怖がり、飴を渡して口止めをする。声が可愛いので視聴者には勘違いされがちだが、性別は男である。必殺技は「超ウルトラスーパー水スラッシャー」、趣味はゲーム。
ヤマダ
声 - 有野晋哉（よゐこ）
魔王直属の部下「四天王」の一員。穴の中で暮らす謎の黄色い巨人。四天王の4人目で、キャッチコピーは「激震の大巨人」。関西弁を話し、山と同じぐらい大きく「ほぼ山やから、ヤマダ」らしい。飄々とした性格で、穴から上半身だけを出して携帯ゲーム機で国民的RPGを遊んだり、食事として巨大なイモを不味いと言いながらも食する。レベルなどの詳細は「？」で表されていて不明だが、勇者や野生の僧侶を軽く瞬殺するなど、作中屈指の戦闘力を誇る。
謎の男
声 - 平井善之（アメリカザリガニ）
魔王直属の部下「四天王」の一員で、四天王なのに5人目。キャッチコピーは「めちゃくちゃ悪い男」で、四天王のミステリアス担当。フードをかぶっており、全ては謎に包まれている。初登場の際には能力を披露する間もなく、ヤマダに踏み潰されるなど不遇キャラ。自らの全てをひた隠しにするがうっかり喋りがちで、自称10,000歳以上の50代おじさん。なぜか自身の尿路結石を持ち歩いており、趣味のゴルフに関しては饒舌である。
イマヅカ
人型の魔物で魔物使い。喋り方が鬱陶しく、会話の語尾は「～んやぜ」。モンスターのことを「スタモン」と呼び、粗末な罠で捕獲しようとし、前までは金を渡して仲間を増やしていた。捕獲に成功すると、「スタモン、ゲットなんやぜぇ～！」と叫ぶ。野生の魔法使いに遭遇し、カクとミツイに戦えと命じるが逃走される。魔法使いにボロ負けしたのに加え、カク達に渡した金を全部使われてしまう。スタモンマスターになるのが夢。本人曰く、自然には詳しいらしい。デンデグー、ミドリガメ、ピパピパ、ヒイモリ(エボリューションすると火炎放射イグアナ器になる。)を捕まえている。数年前に露店で買ったタマゴを孵化器で孵化させたスタモンにトリマンと名付けて育てていた。
ニイヅマ
一本角と羽を持つネズミ型の魔物で、カクやイムラ達の後輩。非常に素早さが高く、残像を出す事ができる。また、先輩風を吹かせるカクに対しては「パワハラ」の一言で手玉に取っている。その後、魔王様の秘書的なポジションに着くなどしてかなりの出世をしている。持っている武器はただのデカいフォーク。
キカイジマ
魔王軍の警備ロボット、型番はKR-600。青色のボディにキャタピラ（正確にはクローラー）、ドリル・アンカー・コンセントを有する。どう見ても機械だが、自身は生物であると主張する。目の部分からビーム攻撃ができ、戦車・電子レンジ・地蔵・耕運機・ドローンへの変形機能がある。
アマノ
蘇生・解毒・解呪を行う店にパート店員として勤務する、仮面を被ったおばさん。口癖なのか「うんうんうん、そうね、そうね」を連発する。普段の仕事は社員さんに頼りきっている。機械の操作に疎く、分からないことがあるとすぐに電源コードを引き抜いてしまう。閉店時間になると、たとえ接客中でも客を置いて帰ってしまう。また診療所の医師も務めているが、血を見るのが苦手で眼を逸らしながら採血するために患者の腕を血みどろにする。ヤブキが健康診断で来院した際、胃の検査の時に発泡酒を勝手に飲みだし、バリウムにテキーラをミックスして飲み始めようとするのを見逃したり、心臓撮影をスマホの連写で済ませたり、しかも順序もメチャクチャでかなりいい加減である。
モグラ
たまに話が前後で続く時に出てきて、「つづく」のプラカードを持ってきてはナレーションをする謎のモグラ。イマヅカの罠にかかったこともある。黒い飲み薬（後述）を飲むことにより、ダークインフェルノスパイラルモグラにパワーアップする。
第八十九章ではダークインフェルノスパイラルモグラの姿で召喚獣として登場。ダークインフェルノスパイラルクローでタツカワを攻撃して撃破した。
ノムラ
イムラの知り合いの「スライム乗りナイトおじさん」。乗っているスライムは「下のスライム」と呼ばれ、何かに対して異様に怯えている。ワケ有りのようでイムラも逆らえない相手。カク曰く「闇が深い」。第七十七章の逃走ゲームでは鬼ごっこの鬼として登場。
オオムラ
イムラの知り合いの「キングサイズのスライム」。自分のことを王様だと思っている頭のおかしいスライム。「キングス体当たり」を放って逃走する。いつもは路上でダンボールの玉座に座って暮らしているが金持ちで、「ちいさめなメダル」を渡すと枚数に応じた景品をくれる。その理由はカナムラ曰く「常軌を逸しているから」とのこと。第七十七章の逃走ゲームでは仮面を被った謎の主催者として登場するが、仮面が小さすぎて顔を隠せていない。
ナオムラ
イムラの知り合いの「回復スライム」。回復魔法の使い手で、治療が好きすぎてたまにワザと相手を怪我させる以外はいいヤツ。カクからはサイコパス扱いをされている。仲間が死にそうになるまで回復を渋ったり、大ケガを負った仲間を見て喜んだりするなどのサディスト。
カナムラ
イムラの知り合いの「金属スライム」。経験値が稼げるとして勇者らの狩りの対象となっており、友達がみな殺されたが、すぐ蘇生アイテムで生き返った。
スミ
声 - 東山奈央
カクの妹で角の生えた魔物。居酒屋でバイトしている。カクと同様で口が悪い。しかし、カクと比べるとしっかりしていて強く、自身を口説いてきた客を返り討ちにしている。カクとは激しい口喧嘩は絶えないが、なんやかんや言いつつも結局お互い気にかけるなど兄妹の関係は悪くない模様。
ダンダ
頭に角が1つ生えた青色の鬼のような姿をした魔物。ダンダダと同様に喋る時は「ダンダン」と付けてうるさい。スミがバイトしている居酒屋の客として登場した際は、スミを口説いていたが返り討ちに遭う。第七十七章の逃走ゲームではカク、ニシキノ、ダンダダと共に挑戦者として登場。第八十七章ではダンダダと共にカードゲームのレアカードを転売して稼ぎにしており、それを知ったカイドウとカクとカードゲームで勝負を行った。
ダンダダ
豚のような姿をした魔物。ダンダと同様に喋る時は「ダンダン」と付けてうるさい。スミがバイトしている居酒屋の客として登場した際は、スミを口説いていたが返り討ちに遭う。第七十七章の逃走ゲームではカク、ニシキノ、ダンダと共に挑戦者として登場。最初に捕まってしまったため、救出された際は頭に生ゴミをかけられた姿になっていた。第八十七章ではダンダと共にカードゲームのレアカードを転売して稼ぎにしており、それを知ったカイドウとカクとカードゲームで勝負を行った。
キシワダ
皺だらけのナメクジような魔物。見た目では判断しにくいが老婆。ヤブキ、ニシノ、キリエダと共に温泉旅行に出かけており、カクとイムラが掃除している飛行船の乗客としてコタツに入ってくつろいでいる。後にカジノではニシキノと共にパチンコをしていた。
キリエダ
年老いた樹木の魔物。江戸っ子口調で話す。第七十八章ではヤブキ、ニシノ、キシワダと共に温泉旅行に出かけており、カクとイムラが掃除している飛行船の乗客としてコタツに入ってくつろいでいる。第九十二章では太鼓祭りという祭事を一人で行っている。尚、キリエダが劇中で歌った「太鼓祭り」が2024年12月18日に配信された。
タカラギ
蓋が口になってる宝箱の魔物。ダンジョンのトラップ部屋の番人。トラップ部屋から箱を奪おうとしたカクを閉じ込め、イムラとツチダに3つの試練を与えた。
シシダ
ライオンの顔と胴体をしたケンタウロスのような身体に毒蛇のシッポを持つ新人の魔物。能力が高いためゴリゴリの戦闘の仕事を任せられているが、クソ弱くて可愛いだけのカクやイムラに憧れている。
ババ
召喚士に召喚された黒竜。タツカワとは「ババちゃん」、「タッツン」と呼ぶほどの旧知の仲。召喚獣のアルバイトをして小遣い稼ぎする傍ら、ラーメン屋を営んでいる。久々に会うタツカワと話し込んでいたら召喚士に怒られたので、メガブレスでタツカワを攻撃。その後、自分の店にタツカワを招待するために連絡先交換する矢先に時間切れとなり消えてしまった。
こおりのせいれい
召喚士に召喚された女性の魔物。タツカワにババの事を聞かれるが、知らないと言ってすぐダイアモンドブリザードで攻撃して消えた。
ほのおのまじん
召喚士に召喚された男性の魔物。タツカワにじごくのごうかで攻撃するが、同じ炎属性なのでタツカワは回復した。
魔王
カクとイムラ達の上司でラスボス的な存在。「千里眼的なもの」でカク達を監視している。電影を出すことができ、電波を媒体としているためか、カクの家の中や部下がいる場所、テレビの中など、どこでも姿を現すことができる。電波が悪いとフリーズしたり、姿や声が途切れたり、タイムラグが発生する。部下に罰を与える時は、手元のスイッチなどを使って「たらい落とし」や「落雷」を喰らわせる。魔王だけあって戦闘能力は非常に高く、勇者たちと1時間以上の激闘を繰り広げているが、追い詰められると第二形態に変身する。その姿を見た者は誰一人とも居なかったが、第七十二章でついにその全貌が明らかにされた。
勇者と仲間たち
魔物軍の敵である人間。ドット絵で表現されており、リーダーの勇者（♂）と仲間たちである魔法使い（♀）・僧侶（♂）・盗賊（♂）でパーティーが構成されている。勇者一人だけは言葉を発しないが、仲間たちの会話時は昔のRPGのような吹き出しが出現する。第六十九章では魔法使いが賢者に、僧侶がパラディンに、盗賊が忍者にそれぞれ転職していることが明らかになった。イムラを「スラえもん」と名付けて仲間にしたことがある。
僧侶は単独行動していることが多く、ダンジョンに入った際はオナモミまみれになったり、ヤマダと遭遇した際は存在に気付かず踏みつけられたり遠くに吹き飛ばされる等、散々な目に遭っている。
第八十九章では召喚士が登場。ババ、こおりのせいれい、ほのおのまじん、ダークインフェルノスパイラルもぐらを召喚した。

## アイテム
毒の薬
ニシノのお手製。イムラが飲む事で属性が「どく」になる。玉状の投げるタイプもある。
くしゃみの玉
ニシノのお手製。ぶつけた相手にくしゃみをさせる。
カミナリ
ニシノのお手製。これを投げるとおじさんが召喚され、怒鳴りつけて去っていく。ニシノ曰く「カミナリオヤジ」的な意味らしい。
カラーボール
ニシノのお手製。ぶつけた相手に特殊な蛍光塗料が付く。
ドルファヘキセンダー
ニシノのお手製。紫色の謎の物体でコロの大好物。派生として黒色の「クロドルファヘキセンダー」がある。
スポーツチャンバラの剣
ヤブキの武器屋で扱っている。ダメージは0.2程度。カクが装備できる唯一の武器。
ほんやくするこんにゃくのゼリー
食べると人間の言葉が分かるようになる魔法のゼリー。グレープ味。某ひみつ道具とは関係ない。
ばんのうのくすり
魔王軍から常に支給されている薬。これを飲むとどんな病気も治る。
聖水
聖なる水。飲むとゾンビ化状態を解除できる。
復活草
魔王軍から支給されている薬草の一種。行動不能・戦闘不能になった仲間に与えると、すぐに蘇生できる。
三連エサ
ウオタニの釣具屋で扱っている有料のエサ。獲物が3匹同時にかかる。
レアエサ
ウオタニの釣具屋で扱っている有料のエサ。珍しい獲物だけが釣れる。
黒い飲み薬
魔王が持っている黒く苦い薬。これを飲むと数日間だけパワーアップできる。
植物図鑑
音声ガイド付きの携帯型デジタル植物図鑑。様々な種類の植物のデータが入っている。ボタンを適当に押すと爆発する。
こうふくのたね
食べるとレベルが1上がる。
もうどくのくさ
とてつもない猛毒を持っている草。この草の毒が0.1mgでも体内に入ると、インド象も即死する。
ちからのみ
食べると「ちから」がアップする。
まもりのみ
食べると「しゅびりょく」がアップするが、とても皮が硬く、インド象が踏んでもびくともしない。
かいしんのたね
食べると一時的に「かいしんのいちげき」が出やすくなるが、その後一ヶ月程、高熱・嘔吐・貧血・脱水症状などが続き、最悪の場合死んでしまう。
幸福の首飾り
真珠で出来ているネックレス。ウオタニが8,000ゴールドで販売している（キャンペーン中は980ゴールド）。ウオタニによると、これを付けているだけでどんどんレベルが上がり、お金持ちになれて、異性にモテて、世界チャンピオンにまでなれるらしい。
毒菓子
ニシノが占いで使ったお菓子で、食べると失神→嘔吐→死亡と進んでゆく。
シャイニング玉（だま）
勇者一行が「たまたま拾った」という不思議な魔力を持つ玉。魔王と戦う際にこの玉を使うと、魔王の闇の力を半減させ、さらに魔王に頭痛と寒気と倦怠感を与える。
キオクトリモドース
魔王軍から支給されている薬。飲むと失った記憶を取り戻す。
バグとりあみ
魔王軍から支給されている虫取り網のようなもの。バグールに感染している勇者を捕まえるためにカクが使用したが、近寄ることも出来ずバグってしまう。
えきたいバグみどめやく
魔王軍から支給されている液体の薬。赤い象のじょうろに入っていて、バグールでバグってしまった対象にかけると元に戻すことができる。
時空のゆがみ
ゴミ屋敷となったカクの部屋を掃除した際に見つかったゴミ。時空のゆがみを探知した魔王によってゴミ袋に回収された。
魔法石
虹色の石。使用するとマジックポイントが回復する。

## 魔法
ヒョード
氷系の魔法。自分が狙った部分を少し凍らせる。
ラリーホーリーラ
眠らせる系の魔法。相手を眠らせる。
？？？
ニシノが使う。何と唱えているかは不明だが、相手にくしゃみをさせる攻撃魔法。
エターナルヒョードブリザード
ヒョードの進化形と思われる魔法。えげつない吹雪が相手を襲う。
メギラ
炎系の魔法。火球を出す。
サタンメテオライト
魔王が使う。隕石を広範囲に渡って降り注がせる魔法。
マジカンタ
相手が唱えた魔法をはね返す魔法。
アマラガルグフォイキンドレイス
相手に鼻血を出させる魔法。消費MPが多い。
ホミ
自身・味方を回復する魔法。
チェラート
禁断不正裏魔法。使用すると勇者はバグールの呪いに感染してしまい、放っておくと呪いが広がって世界が崩壊してしまう可能性がある。
オキノドーク
バグールで世界が崩壊する寸前の時にのみ発動できる究極魔法。崩壊寸前の世界からバグールを取り除いてリセットされ、勇者のレベルが１になる。

## スタッフ
- 監督・脚本 - 松本慶祐
- 企画 - 松本慶祐・新海岳人
- プロデュース - Pie in the sky
- プロデューサー - 堀越大、遠藤純一
- アニメーション制作 - Pie in the sky
- 製作 - VAP（第一章～第七十二章）、ポンコツクエスト制作委員会（第七十三章～）

## 各話リスト

### シーズン1
| 話数     | サブタイトル | 配信日         |
| -------- | ------------ | -------------- |
| 第一章   | 初陣         | 2013年 8月22日 |
| 第二章   | 招集         | 9月25日        |
| 第三章   | 対立         | 10月23日       |
| 第四章   | 会合         | 11月27日       |
| 第五章   | 武装         | 12月25日       |
| 第六章   | 決戦         | 2014年 1月29日 |
| 第七章   | 助言         | 2月26日        |
| 第八章   | 聖剣         | 3月26日        |
| 第九章   | 魔女         | 4月23日        |
| 第十章   | 属性         | 6月1日         |
| 第十一章 | 指令         | 7月1日         |
| 第十二章 | 再戦         | 8月2日         |

### シーズン2
| 話数       | サブタイトル | 配信日         |
| ---------- | ------------ | -------------- |
| 第十三章   | 敵軍         | 2014年 10月1日 |
| 第十四章   | 裏切り       | 11月1日        |
| 第十五章   | 模擬戦       | 12月1日        |
| 第十六章   | 誘惑         | 2015年 1月5日  |
| 第十七章   | 老人         | 2月1日         |
| 第十八章   | 罠           | 3月21日        |
| 第十九章   | 怠惰         | 4月1日         |
| 第二十章   | 予想         | 5月1日         |
| 第二十一章 | 腐乱         | 6月1日         |
| 第二十二章 | 釣具屋       | 7月1日         |
| 第二十三章 | 進化         | 8月31日        |
| 第二十四章 | 消失         | 9月1日         |

### シーズン3
| 話数       | サブタイトル | 放送日         | 配信日         |
| ---------- | ------------ | -------------- | -------------- |
| 第二十五章 | 復活         | 2016年 1月25日 | 2016年 1月31日 |
| 第二十六章 | 四天王       | 2月29日        | 2月29日        |
| 第二十七章 | 偵察         | 3月28日        | 3月31日        |
| 第二十八章 | 捕獲         | 4月25日        | 4月30日        |
| 第二十九章 | 新参         | 5月30日        | 5月31日        |
| 第三十章   | 迷宮         | 6月27日        | 6月30日        |
| 第三十一章 | 紅一点       | 7月25日        | 7月31日        |
| 第三十二章 | 賭博         | 8月29日        | 8月31日        |
| 第三十三章 | 商談         | 9月26日        | 9月30日        |
| 第三十四章 | 機械         | 10月31日       | 10月31日       |
| 第三十五章 | 罰           | 11月28日       | 11月30日       |
| 第三十六章 | 撃退         | 12月26日       | 12月31日       |

### シーズン4
| 話数       | サブタイトル | 放送日         | 配信日         |
| ---------- | ------------ | -------------- | -------------- |
| 第三十七章 | 転職         | 2017年 4月19日 | 2017年 4月30日 |
| 第三十八章 | 悪童         | 5月17日        | 5月31日        |
| 第三十九章 | 採集         | 6月21日        | 6月30日        |
| 第四十章   | 師弟         | 7月19日        | 7月18日        |
| 第四十一章 | 幸運         | 8月16日        | 8月31日        |
| 第四十二章 | 巨人         | 9月20日        | 9月30日        |
| 第四十三章 | 洋館         | 10月18日       | 10月31日       |
| 第四十四章 | 解呪         | 11月15日       | 11月30日       |
| 第四十五章 | 双六         | 12月20日       | 12月31日       |
| 第四十六章 | 協力         | 2018年 1月17日 | 2018年 1月31日 |
| 第四十七章 | 種族         | 2月21日        | 2月28日        |
| 第四十八章 | 真・四天王   | 3月21日        | 3月31日        |

### シーズン5
| 話数       | サブタイトル | 放送日         | 配信日         |
| ---------- | ------------ | -------------- | -------------- |
| 第四十九章 | 監視         | 2018年 4月11日 | 2018年 4月30日 |
| 第五十章   | 遭難         | 5月9日         | 5月31日        |
| 第五十一章 | 胞子         | 6月13日        | 6月30日        |
| 第五十二章 | 謎           | 7月11日        | 7月31日        |
| 第五十三章 | 手下         | 8月8日         | 8月31日        |
| 第五十四章 | 砂漠         | 9月12日        | 9月30日        |
| 第五十五章 | 故障         | 10月10日       | 10月31日       |
| 第五十六章 | 深海         | 11月14日       | 11月30日       |
| 第五十七章 | 交換         | 12月12日       | 12月31日       |
| 第五十八章 | 風邪         | 2019年 1月16日 | 2019年 1月31日 |
| 第五十九章 | 錬金         | 2月13日        | 2月28日        |
| 第六十章   | 成長         | 3月13日        | 3月31日        |

### シーズン6
| 話数       | サブタイトル | 放送日         | 配信日          |
| ---------- | ------------ | -------------- | --------------- |
| 第六十一章 | 復帰         | 2019年 10月9日 | 2019年 10月31日 |
| 第六十二章 | 検査         | 11月6日        | 11月30日        |
| 第六十三章 | 女子         | 12月11日       | 12月31日        |
| 第六十四章 | 予言         | 2020年 1月8日  | 2020年 1月31日  |
| 第六十五章 | 愛玩         | 2月12日        | 2月29日         |
| 第六十六章 | 農耕         | 3月11日        | 3月31日         |
| 第六十七章 | 調理         | 4月8日         | 4月30日         |
| 第六十八章 | 幽霊         | 5月13日        | 5月31日         |
| 第六十九章 | 奪取         | 6月10日        | 6月30日         |
| 第七十章   | 修行         | 7月8日         | 7月31日         |
| 第七十一章 | 勧誘         | 8月12日        | 9月1日          |
| 第七十二章 | 魔王         | 9月9日         | 10月1日         |

### シーズン7
※第八十二章から八十四章はテレビ未放送である一方、TVerやGyao!などの動画配信サービスにて10月13日に配信された。
| 話数       | サブタイトル | 放送日          | 配信日         |
| ---------- | ------------ | --------------- | -------------- |
| 第七十三章 | 記憶         | 2021年 10月13日 | 2021年 11月1日 |
| 第七十四章 | 競争         | 2022年 2月9日   | 2022年 3月1日  |
| 第七十五章 | 推理         | 3月9日          | 4月1日         |
| 第七十六章 | 兄妹         | 4月13日         | 5月1日         |
| 第七十七章 | 逃走         | 5月11日         | 6月1日         |
| 第七十八章 | 旅行         | 6月8日          | 7月1日         |
| 第七十九章 | 操縦         | 7月13日         | 8月1日         |
| 第八十章   | 逃避         | 8月10日         | 9月1日         |
| 第八十一章 | 不具合       | 9月14日         | 10月1日        |
| 第八十二章 | 育成         | 未放送          | 11月1日        |
| 第八十三章 | 脱出         | 未放送          | 11月16日       |
| 第八十四章 | 龍           | 未放送          | 12月1日        |

### シーズン8
| 話数       | サブタイトル | 放送日         | 配信日        |
| ---------- | ------------ | -------------- | ------------- |
| 第八十五章 | 掃除         | 2024年 4月25日 | 2024年 5月1日 |
| 第八十六章 | 憧憬         | 5月23日        | 6月1日        |
| 第八十七章 | 決闘         | 6月20日        | 7月1日        |
| 第八十八章 | 連携         | 7月18日        | 8月1日        |
| 第八十九章 | 召喚         | 8月22日        | 9月1日        |
| 第九十章   | 恋路         | 9月26日        | 10月1日       |
| 第九十一章 | 監禁         | 10月22日       | 11月1日       |
| 第九十二章 | 祭           | 11月19日       | 12月1日       |
| 第九十三章 | 漂着         | 12月17日       | 2025年 1月1日 |
| 第九十四章 | 入替         | 2025年 1月21日 | 2月1日        |
| 第九十五章 | 副業         | 2月18日        | 3月1日        |
| 第九十六章 | 脱獄         | 3月18日        | 4月1日        |

### 本編未公開シーン
シーズン7から各話の本編未公開シーンがYoutube Shortsにて公開された。
| タイトル                       | 対象話数   | 配信日         |
| ------------------------------ | ---------- | -------------- |
| 記憶喪失の記憶                 | 第七十三章 | 2023年 4月28日 |
| ガチャの種類が多すぎるソシャゲ | 第七十四章 | 5月5日         |
| 部屋に帰った男の末路           | 第七十五章 | 5月12日        |
| 狂った金持ちの遊び             | 第七十七章 | 5月19日        |
| 感覚若いのか古いのか           | 第七十八章 | 5月26日        |
| クズのライフハック             | 第八十章   | 6月2日         |
| いい感じのバグ具合に           | 第八十一章 | 6月9日         |
| 鳥ウーマンの好物               | 第八十二章 | 6月16日        |
| ダンジョンの秘宝               | 第八十三章 | 6月23日        |
| ドラゴンあるある言いたい       | 第八十四章 | 6月30日        |
| クズの断捨離                   | 第八十五章 | 2024年 5月15日 |
| 鬼軍曹カク                     | 第八十六章 | 6月15日        |
| 謎のカードゲーム               | 第八十七章 | 7月15日        |
| ポンコツ番組                   | 第八十八章 | 8月15日        |
| ドラゴン同士の日常             | 第八十九章 | 9月15日        |
| ニシノの恋の呪い               | 第九十章   | 10月15日       |
| 昔の太鼓祭り                   | 第九十二章 | 12月15日       |
| 歓迎の歌                       | 第九十三章 | 2025年 1月15日 |
| 入れ替わった二人               | 第九十四章 | 2月15日        |
| カクのバーガーショップ         | 第九十五章 | 3月15日        |

### 特別篇
| タイトル | サブタイトル    | 配信日                                |
| --- | --------------- | ------------------------------------- |
| ポンコツクエスト×ガッチャマン特別篇                                                                         | 出張            | 2014年3月3日                          |
| ポンコツクエスト特別篇                                                                                      | vapってなあに？ | 2014年3月13日                         |
| ポンコツクエスト×MONSTERZ モンスターズ特別篇                                                                | 男              | 2014年5月25日                         |
| ポンコツクエスト×MONSTERZ モンスターズ特別篇                                                                | 終一            | 2014年5月28日                         |
| ポンコツクエスト×MONSTERZ モンスターズ特別篇                                                                | 叶絵            | 2014年5月29日                         |
| PONKOTSULAND SAGA ーポンコツランド・サガー                                                                  |                 | 2015年10月23日                        |
| LINEスタンプの誤表記に関するお詫びとご案内                                                                  |                 | 2016年7月6日                          |
| NoisyCell×ポンコツクエスト                                                                                  |                 | 2017年6月7日                          |
| 「ポンコツクエスト」×「デジモンストーリー サイバースルゥース ハッカーズメモリー」コラボ動画                 | 電脳            | 2017年11月8日 2018年4月30日（再配信） |
| 「ポンコツクエストカフェ」開催のお知らせ                                                                    |                 | 2017年11月17日                        |
| 五周年記念全話オールナイト上映会（解説付き）のお知らせ                                                      |                 | 2018年6月13日                         |
| 「ポンコツクエストSHOP 2019 in A3Store」5月9日（木）まで開催中!                                             |                 | 2019年4月30日                         |
| 「ポンコツクエスト」キャラクターソング『いつかいい感じにアレしよう』 + オリジナルボイスドラマ配信のおしらせ |                 | 2019年6月11日                         |
| 「ヴィンランド・サガ」×「ポンコツクエスト」特別コラボアニメ                                                 |                 | 2019年7月2日                          |
| シーズン6放送記念! ポンコツクエスト全国6都市ツアー開催のお知らせ                                            |                 | 2019年7月20日                         |
| 「ヴィンランド・サガ」×「ポンコツクエスト」特別コラボアニメ第2弾                                            |                 | 2019年10月1日                         |
| ポンコツクエスト〜魔王と派遣の魔物たち〜 COLLECTION DVD PR動画                                              |                 | 2020年7月11日                         |
| ポンコツクエスト〜魔王と派遣の魔物たち〜 ⑥ Blu-ray 特典映像一部公開!                                        | 失敗            | 2020年11月7日                         |
| ポンコツクエスト × モモウメ 特別編                                                                          | 桃梅            | 2020年12月1日                         |
| ポンコツクエスト〜魔王と派遣の魔物たち〜 シーズン７制作＆新グッズのお知らせ                                 |                 | 2021年6月1日                          |
| 9周年目を迎えたポンコツクエストからのお知らせ                                                               |                 | 2021年8月22日                         |
| 【期間限定公開】魔物たちがひたすら寝かせようとしてくる安眠ボイスドラマ                                      |                 | 2021年9月1日                          |
| 【期間限定公開】オリジナルボイスドラマ                                                                      | 歌唱            | 2021年9月15日                         |
| 【期間限定公開】オリジナルソング「いつかいい感じにアレしよう」                                              |                 | 2021年9月15日                         |
| ポンコツクエスト〜魔王と派遣の魔物たち〜⑦ Blu-ray 特典映像一部公開！                                        | 実家            | 2022年12月16日                        |
| ポンコツクエストに関するダイレクトなお知らせ                                                                |                 | 2023年11月2日                         |
| 1分で分かる アニメ「ポンコツクエスト～魔王と派遣の魔物たち～」                                              |                 | 2024年2月22日                         |
| ポンコツクエスト〜魔王と派遣の魔物たち〜 シーズン8 PV                                                       |                 | 2024年3月22日                         |
| ポンコツクエスト〜魔王と派遣の魔物たち〜⑧ Blu-ray 特典映像一部公開！                                        |                 | 2025年3月28日                         |
| 【7月21日まで】チケット先行販売中！ポンコツクエスト イベント開催のお知らせ                                  |                 | 2025年7月11日                         |
| 【懇願バージョン】ポンコツクエスト イベント チケット一般発売中！                                            |                 | 2025年8月8日                          |

## Blu-ray
| 巻 | 発売日            | 規格品番   | 規格品番   | VAP通販限定版付属ノベルティ            |
| 巻 | 発売日            | 通常版     | 限定版     | VAP通販限定版付属ノベルティ            |
| -- | ----------------- | ---------- | ---------- | -------------------------------------- |
| 1  | 2015年12月23日    | VPXV-71429 | PPVG-9604  | カク・ソフビフィギュア                 |
| 2  | 2015年12月23日    | VPXV-71430 | PPVG-9605  | イムラ・ソフビフィギュア               |
| 3  | 2017年3月8日      | VPXV-71507 | PPVG-9782  | オリジナルボイス3種入り目覚まし時計    |
| 4  | 2018年5月23日     | VPXV-71592 | PPVG-9927  | イムラ安眠枕＋オリジナルボイス安眠CD   |
| 5  | 2019年5月22日     | VPXV-71714 | VPXP-71719 | イムラヘッドフォン＋オリジナルドラマCD |
| 6  | 2020年12月23日    | VPXV-71833 | VPXP-71834 | ミツイ折り畳み傘＋オリジナルドラマCD   |
| 7  | 2022年12月21日    | VPXV-72013 | VPXP-72014 | オリジナルかるた＋オリジナルドラマCD   |
| 8  | 2025年6月25日予定 | VPXV-72125 | VPXP-72126 | オリジナルトレーディングカードセット   |

## DVD
- COLLECTION DVD（2020年7月22日発売。シーズン1～5の全60章をDVD化。品番VPBV-14038、DVD2枚組）[7]